# 楽浪線
楽浪線（ランナンせん）は、朝鮮民主主義人民共和国平壌直轄市力浦区域にある力浦駅から楽浪区域にある楽浪駅までを結ぶ鉄道路線である。

## 路線データ
- 路線距離：力浦～楽浪間?km
- 駅数：2（両端駅を含む）
- 軌間：1435mm
- 電化区間：全線（直流3000V）
- 複線区間：なし

## 駅一覧
- 駅所在地は全線平壌直轄市内。

| 駅名   | 駅名   | 駅名     | 駅間キロ (km) | 累計キロ (km) | 接続路線             | 所在地   |
| 日本語 | 朝鮮語 | 英語     | 駅間キロ (km) | 累計キロ (km) | 接続路線             | 所在地   |
| ------ | ------ | -------- | ------------- | ------------- | -------------------- | -------- |
| 力浦駅 | 력포역 | Ryŏkp'o  | 0.0           | 0.0           | 北朝鮮鉄道省：平釜線 | 力浦区域 |
| 楽浪駅 | 락랑역 | Rangrang |               |               |                      | 楽浪区域 |

## 参考資料
- 国分隼人（2007年）. 『将軍様の鉄道 北朝鮮鉄道事情』, 新潮社. ISBN 9784103037316